# Fukujamova redukce
Fukuyjamova redukce je organická redoxní reakce, ve které se redukují thioestery na aldehydy pomocí hydrosilanů za přítomnosti palladia jako katalyzátoru.
Reakci objevil Tóru Fukujama v roce 1990. V původní reakci byly použity triethylsilan a palladium na uhlíku:
Fukujamovy redukce se používají k přeměnám karboxylových kyselin (sloužících jako prekurzory thioesterů) na aldehydy; tyto přeměny jsou obecně obtížné, protože často dochází k pokračování redukce za vzniku alkoholu.

## Mechanismus
Katalytický cyklus Fukujamovy redukce vypadá takto:
- Oxidační adice:
{\displaystyle {\ce {{R-C(O)-SR}+ Pd^0 -> RC(O)-Pd^{II}-SR}}}
- Transmetalace:
{\displaystyle {\ce {{RC(O)-Pd^{II}-SR}+R3SiH->{RC(O)-Pd^{II}-H}+R3Si-SR}}}
- Redukční eliminace:
{\displaystyle {\ce {RC(O)-Pd^{II}-H -> {RC(O)-H}+ Pd^0}}}

## Rozsah
V jedné z obměn Fukujamovy redukce byla vytvořena sloučenina BODIPY z SMe-substituovaného derivátu: Dalšími reaktanty jsou thiofen-2-karboxylát měďný (CuTC), tris(dibenzylidenaceton)dipalladium (Pd(dba)2) a tris(2-furyl)fosfin.
Podobnou reakcí je Fukujamovo párování, kde se místo hydridu vyskytuje karboaniontový nukleofil.